# William A. Sackett

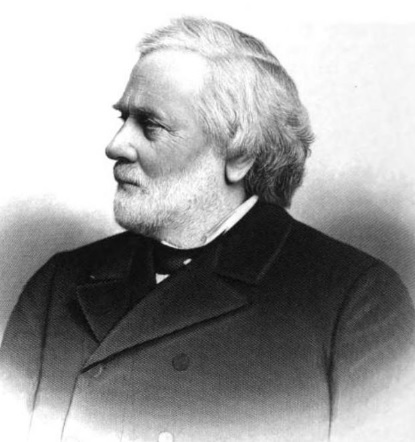
William A. Sackett

William Augustus Sackett (* 18. November 1811 in Aurelius, New York; † 6. September 1895 in Saratoga Springs, New York) war ein US-amerikanischer Jurist und Politiker. Zwischen 1849 und 1853 vertrat er den Bundesstaat New York im US-Repräsentantenhaus.

## Werdegang
William Augustus Sackett wurde ungefähr sieben Monate vor dem Ausbruch des Britisch-Amerikanischen Krieges im Cayuga County geboren. Er besuchte Privatschulen und die Aurora Academy. 1831 zog er nach Seneca Falls im Seneca County. Er studierte Jura. Nach dem Erhalt seiner Zulassung als Anwalt 1834 begann er in Seneca Falls zu praktizieren.
Politisch gehörte er der Whig Party an. Bei den Kongresswahlen des Jahres 1848 für den 31. Kongress wurde er im 27. Wahlbezirk von New York in das US-Repräsentantenhaus in Washington, D.C. gewählt, wo er am 4. März 1849 die Nachfolge von Esbon Blackmar antrat. Er wurde einmal wiedergewählt und schied dann nach dem 3. März 1853 aus dem Kongress aus.
Nach seiner Kongresszeit nahm er in Seneca Falls wieder seine Tätigkeit als Anwalt auf. 1857 zog er nach Saratoga Springs. Sackett wurde Register in Bankruptcy unter dem Konkursgesetz von 1867. Er verstarb am 6. September 1895 in Saratoga Springs. Sein Leichnam wurde dann auf dem Greenridge Cemetery beigesetzt.